# 전한 선제
한 중종 효선황제 유순(漢 中宗 孝宣皇帝 劉詢, 기원전 91년 ~ 기원전 48년)은 전한의 제 10대 황제(재위 : 기원전 73년 ~ 기원전 48년)로, 자는 차경(次卿)이다. 본래 휘는 병이(病已)였으나, 피휘의 번거로움을 덜기 위하여 즉위할 때 순(詢)으로 바꾸었다. 어릴 때 민간에서 자랐고, 곽광(霍光)에게 옹립되어 황제로 즉위했다.

## 생애
전한 무제의 증손이자 여태자의 손자이다. 아버지는 여태자의 아들인 사황손(史皇孫) 유진이다. 어머니는 왕씨(王氏)이다.
기원전 91년, 무고의 옥에 의해, 증조모 황후 무사황후·여태자·조모 사씨(史氏)·유진·왕씨·형과 누나가 처형되었다. 갓난아이였던 유병이는 투옥되었지만 병길에 의해 양육되어 은사에 의해 석방되어 민간에서 자랐다. 액정령(掖廷令) 장하가 유병의 후견인이 되고, 장팽조와 학우가 되어, 장안 교외의 상관리에 주거하였다.
기원전 74년 소제가 붕어하자, 창읍왕이 즉위하지만 품행이 불량하다는 이유로 폐위되어, 곽광 등의 추천에 의해 상관황태후(上官皇太后)의 조를 받아, 양무후(陽武侯)에 봉작되었고 머지 않아 즉위하였다.
소제의 사망으로부터 창읍왕의 폐위를 거쳐 선제의 즉위에 이르는 일련의 움직임은 곽광이 주도한 것이어서, 정권은 계속되어 대사마 대장군 곽광이 권력을 차지하였다.
기원전 68년 곽광이 사망하자, 선제는 곽씨 일족의 권력을, 특히 군사의 지휘권을 서서히 박탈하여, 외척인 허씨(許氏) 등의 자제에게 주었다. 이것에 반발한 곽광의 유아가 반란을 계획하였고, 그것을 이유로 곽씨 일족은 처형되었다. 이 외, 반란 성공 후에 제위를 찬탈할 예정인 대사마 곽우(霍禹)는 요참형에 처했고, 황후 곽씨(곽광의 딸)도 폐위 후 유폐되었고, 곽광의 죽음으로부터 2년 후에 친정을 개시하였다.

## 정책
선제는 법가 주의적 정치 신조에 준거하여, 감세나 상평창을 설치하고, 국민에게 작위를 수여하고, 중앙과 지방에서 행정을 개혁하고, 범죄 예방을 위해 형벌을 강화하고, 국민의 경제력을 휴양하면서 중앙정부의 권력 강화를 도모하는 내정 중시 정책을 폈다. 이러한 정책의 결과, 무제 이후의 국내의 피폐한 경제를 완화시키는 것에 성공했다. 이것들은 민간에서 성장하여 민중의 실정을 아는 선제만이 가능한 시책이었다.
한편, 외교면에서는 오손과 제휴해 서역에 진출, 본시 3년(기원전 71년)에 15만에 달하는 대군을 일으켜 흉노를 침공했다. 이 원정 자체는 흉노가 재빨리 달아나 한나라가 직접적으로 얻은 소득은 적었으나, 흉노가 달아나는 과정에서 막대한 손실을 입었기에 흉노를 약체화하는 데 성공했다. 큰 타격을 받은 흉노는 자연재해가 겹치고 오손 외에도 정령과 오환에까지 공격을 받아 전한으로 쳐들어올 여력이 없었고, 얼마 못 가 산산조각으로 분열됐다. 이런 상황의 도움으로, 기원전 51년에는 분열된 흉노의 선우 중 호한야 선우를 항복시키는 등, 약체화되고 있던 한왕조의 국력을 부흥시키는 것에 노력했다. 이 외에 내외 정치에 있어서의 성과로부터, 선제는 한나라 중흥의 선조라고 하는 평가를 받고 있다. 그러나, 중서(中書)를 통한 직접적인 통치는 중서의 역할에 해당한 환관의 권력을 강화시키는 원인이 되어, 원제의 시대에는 환관과 외척이 제휴하여 정치에 큰 영향을 미치는 한 요인이 된 것은 부정할 수 없다.
현실주의자였기 때문에, 이상주의, 회고주의인 유교를 싫어하여, 유교에 심취하는 황태자(후의 원제)와는 뜻이 맞지 못하고 폐위도 생각했지만, 원제에게 후손이 태어난 것을 이유로 폐위를 보류했다.

## 가족 관계
- 황후 : 공애황후 허씨(恭哀皇后 許氏)
  - 장남 : 한 원제 유석(漢元帝 劉奭)
- 황후 : 폐후 곽씨(廢后 郭氏)
- 황후 : 효선황후 왕씨(孝宣皇后 王氏)
- 후궁 : 첩여 장씨(婕妤 張氏)
  - 차남 : 회양헌왕 유흠(淮陽憲王 劉欽)
- 후궁 : 첩여 위씨(婕妤 衛氏)
  - 3남 : 초효왕 유오(楚孝王 劉嚻)
- 후궁 : 첩여 공손씨(婕妤 公孫氏)
  - 4남 : 동평사왕 유우(東平思王 劉宇)
- 후궁 : 첩여 융씨(婕妤 戎氏)
  - 5남 : 중산애왕 유경(中山哀王 劉竟)
- 후궁 : 첩여 화씨(婕妤 華氏)
  - 장녀 : 관도공주(館陶公主)
- 후궁 : 미인 이씨(美人 李氏)
- 후궁 : 미인 주씨(美人 周氏)
- 후궁 : 미인 양씨(美人 梁氏)
- ?
  - 차녀 : 경무공주(敬武公主)
- 후궁 : 양인 황씨

## 기년
| 선제        | 원년            | 2년         | 3년                 | 4년         | 5년             | 6년         | 7년             | 8년         | 9년             | 10년        |
| ----------- | --------------- | ----------- | ------------------- | ----------- | --------------- | ----------- | --------------- | ----------- | --------------- | ----------- |
| 서력 (西曆) | 기원전 73년     | 기원전 72년 | 기원전 71년         | 기원전 70년 | 기원전 69년     | 기원전 68년 | 기원전 67년     | 기원전 66년 | 기원전 65년     | 기원전 64년 |
| 간지 (干支) | 무신(戊申)      | 기유(己酉)  | 경술(庚戌)          | 신해(辛亥)  | 임자(壬子)      | 계축(癸丑)  | 갑인(甲寅)      | 을묘(乙卯)  | 병진(丙辰)      | 정사(丁巳)  |
| 연호 (年號) | 본시(本始) 원년 | 2년         | 3년                 | 4년         | 지절(地節) 원년 | 2년         | 3년             | 4년         | 원강(元康) 원년 | 2년         |
| 선제        | 11년            | 12년        | 13년                | 14년        | 15년            | 16년        | 17년            | 18년        | 19년            | 20년        |
| 서력 (西曆) | 기원전 63년     | 기원전 62년 | 기원전 61년         | 기원전 60년 | 기원전 59년     | 기원전 58년 | 기원전 57년     | 기원전 56년 | 기원전 55년     | 기원전 54년 |
| 간지 (干支) | 무오(戊午)      | 기미(己未)  | 경신(庚申)          | 신유(辛酉)  | 임술(壬戌)      | 계해(癸亥)  | 갑자(甲子)      | 을축(乙丑)  | 병인(丙寅)      | 정묘(丁卯)  |
| 연호 (年號) | 3년             | 4년         | 5년 신작(神爵) 원년 | 2년         | 3년             | 4년         | 오봉(五鳳) 원년 | 2년         | 3년             | 4년         |
| 선제        | 21년            | 22년        | 23년                | 24년        | 25년            |             |                 |             |                 |             |
| 서력 (西曆) | 기원전 53년     | 기원전 52년 | 기원전 51년         | 기원전 50년 | 기원전 49년     |             |                 |             |                 |             |
| 간지 (干支) | 무진(戊辰)      | 기사(己巳)  | 경오(庚午)          | 신미(辛未)  | 임신(壬申)      |             |                 |             |                 |             |
| 연호 (年號) | 감로(甘露) 원년 | 2년         | 3년                 | 4년         | 황룡(黃龍) 원년 |             |                 |             |                 |             |